# Cantón de Mordelles
El cantón de Mordelles era una división administrativa francesa, que estaba situada en el departamento de Ille y Vilaine y la región de Bretaña.

## Composición
El cantón estaba formado por seis comunas:
- Chavagne
- Cintré
- Le Rheu
- L'Hermitage
- Mordelles
- Saint-Gilles

## Supresión del cantón de Mordelles
En aplicación del Decreto n.º 2014-177 de 18 de febrero de 2014, el cantón de Mordelles fue suprimido el 22 de marzo de 2015 y sus 6 comunas pasaron a formar parte del nuevo cantón de Le Rheu.